# Сократ Додбіба
Сократ Додбіба (алб. Sokrat Dodbiba; 1899, Ельбасан, Ельбасан — 1956, Буррель, Албанія) — албанський економіст і політик, обіймав посаду міністра фінансів Албанії від 1943 до 1944 року.

## Життєпис
Сократ Додбіба народився в місті Ельбасан (тодішня Османська імперія) в сім'ї, що належала до православної громади міського району Каля. Син Анастаса Додбіби та Поліксені Носі, сестри албанського політика Лефа Носі. Навчався в місцевій школі, де спочатку викладали грецькою мовою, а потім — албанською. Згодом здобував освіту в стамбульському Роберт-коледжі, де серед його вчителів був Салі Нивіца, видний діяч Албанського національного відродження.
1921 року вирушив до Відня, щоб продовжити навчання в галузі економічних наук. У цей час співпрацював із товариством албанських студентів «Албанія», взявши участь і у створенні газети цього об'єднання Djalëria («Братерство»).
Повернувся з науковим ступенем у галузі політичної економії. 1932 року обійняв посаду начальника відділу із заборгованостей у Міністерстві фінансів Албанії. Після того, як у місцевій пресі було опубліковано кілька його статей, йому було доручено зайнятися виданням газети Ekonomisti shqiptar (Албанський економіст). Незабаром після цього Додбіба перейшов на посаду головного адміністратора Міністерства фінансів Албанії, а потім комісара Державного банку, яку обіймав до 1943 року.
У період німецької окупації Албанії обіймав посаду міністра фінансів в уряді Реджепа Митровиці. Одним із його досягнень на цій посаді стало вилучення із фонду Центрального банку Італії 120 мільйонів золотих франків (алб. franga ari), депонованих у Центральному банку Албанії. Також сприяв появі в Албанії першого обладнання для друку грошей. Примітно, що в цей самий час деякі його племінники боролися на протилежному боці, приєднавшись до Національно-визвольного фронту Албанії (НВФА). Найпомітнішим із них був Пірро Додбіба, який за комуністів став міністром сільського господарства Албанії та членом політбюро ЦК Албанської партії праці.
У грудні 1944 року заарештований комуністами. Один із багатьох політичних діячів періоду італійської та німецької окупацій країни, яких 1945 року судили на Спеціальному суді. Засуджений до 30 років позбавлення волі. Помер у в'язниці Буррель 1956 року.